# Bá Dương
Bá Dương (tiếng Trung: 柏楊; bính âm: Bo Yang, 7 tháng 3 năm 1920 - 29 tháng 4 năm 2008) là một người viết tạp văn Đài Loan. Ông còn là nhà thơ, nhà văn, nhà báo và sử gia. Ông nổi tiếng vì tác phẩm Người Trung Quốc xấu xí. Vợ ông là bà Dương Hương Hoa, một thi sĩ.
Bá Dương sinh năm 1920 ở Khai Phong, Hồ Nam, Trung Quốc đại lục và sang Đài Loan vào năm 1949. Từ năm 1967-1977 ông bị chính phủ Trung Hoa Dân Quốc bắt giam vì dịch sang tiếng Trung Quốc một tranh hý họa Popeye mà chính phủ cho là phạm thượng. Cũng trong năm 1977, ông bắt đầu đi nói chuyện về hiện tượng "người Trung Quốc xấu xí". Những bài nói chuyện của ông và của những người tranh luận với ông được tập trung lại thành quyển sách người Trung Quốc xấu xí. Ông chết vì bệnh viêm phổi ngày 29 tháng 4 năm 2008 tại Đài Loan.